# Rhabdomastix (Rhabdomastix) hudsonica
Rhabdomastix (Rhabdomastix) hudsonica is een tweevleugelige uit de familie steltmuggen (Limoniidae). De soort komt voor in het Nearctisch gebied.